# Novy-Chevrières
Novy-Chevrières település Franciaországban, Ardennes megyében. Lakosainak száma 744 fő (2022. január 1.). Novy-Chevrières Auboncourt-Vauzelles, Bertoncourt, Corny-Machéroménil, Coucy, Doux, Lucquy, Novion-Porcien és Sorbon községekkel határos.

## Népesség
A település népességének változása:
| Lakosok száma | 476  | 505  | 578  | 632  | 649  | 682  | 735  | 765  | 792  | 744  |
|               | 1968 | 1982 | 1990 | 2006 | 2013 | 2015 | 2017 | 2019 | 2020 | 2022 |